# Karl Johan Svensson

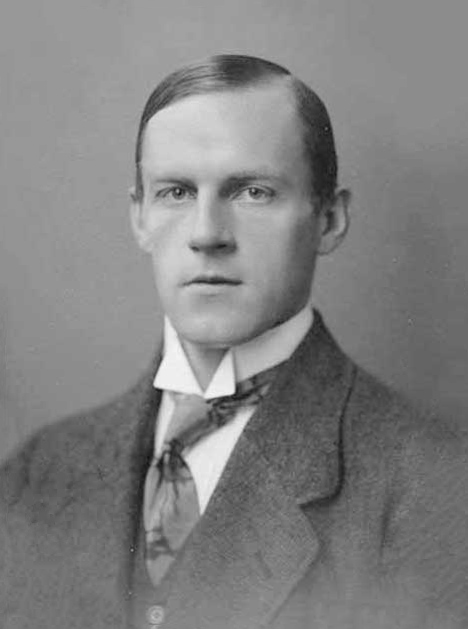
Karl Johan Svensson

Karl Johan Svensson (Solna, 12 de março de 1887 — Estocolmo, 20 de janeiro de 1964) foi um ginasta sueco que competiu em provas de ginástica artística.
Svensson é o detentor de uma medalha olímpica, conquistada na edição britânica, os Jogos de Londres, em 1908. Nesta ocasião, competiu como ginasta na prova coletiva. Ao lado de outros 37 companheiros, conquistou a medalha de ouro, após superar as nações da Noruega e da Finlândia.